# Kase-san
Kase-san (加瀬さんシリーズ, Kase-san shirīzu, litt. La série Kase-san) est une série de mangas yuris japonais écrits et dessinés par Hiromi Takashima. Le manga est prépublié dans les magazines Hirari et Flash Wings de Shinshokan, d'août 2010 à mars 2017, et publié en anglais par Seven Seas Entertainment. Une suite intitulée Yamada to Kase-san est prépubliée dans le magazine shōjo Wings à partir d'avril 2017. Un ONA de 5 minutes par Zexcs est diffusé le 7 mai 2017, suivit d'un OVA de 58 minutes sorti le 9 juin 2018 au cinéma. Le manga est licencié en France par Taifu Comics.

## Synopsis
Yui Yamada, une fille timide qui apprécie jardiner dans son lycée, tombe amoureuse de Tomoka Kase, un garçon manqué athlétique. Les deux filles commencent alors à sortir ensemble. La série suit l'histoire des deux filles alors qu'elles font face à différentes épreuves dans leur relation.

## Personnages
Yui Yamada (山田 結衣, Yamada Yui)
Voix japonaise : Minami Takahashi
Une fille timide et réservée qui fait partie du club de jardinage de son lycée et aime désherber les parterres. Elle tombe amoureuse de Kase, bien que celle-ci soit déjà avec une autre fille. Peu de temps après, elle commence à sortir avec Kase, même si elle reste souvent paranoïaque. Après l'obtention de son diplôme, elle suit Kase à Tōkyo, où elle étudie l'horticulture à l'université.
Tomoka Kase (加瀬 友香, Kase Tomoka)
Voix japonaise : Ayane Sakura
Une fille aux airs de garçon qui fait partie de l'équipe d'athlétisme du lycée, et est très douée en sport. Elle est intéressée par Yamada et sort rapidement avec elle, même si elle agit souvent de façon un peu pervers. Après l'obtention de son diplôme, elle entre dans une université sportive à Tōkyo.
Mikawa (三河)
Voix japonaise : Ibuki Kido (en)
La meilleure amie de Yamada, surnommée Mikawacchi, qui est au départ suspicieuse à propos de la relation de son amie avec Kase, car elle a entendu des rumeurs à son propos. Bien qu'elle soit plutôt tumultueuse, elle ne supporte pas la vue du sang. Après l'obtention de son diplôme, elle part étudier le tourisme à Tōkyo.
Akane Inoue (井上 茜, Inoue Akane)
Voix japonaise : Minako Kotobuki
Une diplômée qui était dans la même équipe sportive que Kase, et qui va dans l'université que Kase intègre par la suite. À cause de rumeurs, Yamada pense pendant longtemps qu'elle est l'ex petite amie de Kase, bien que cela finisse par se révéler être faux.

## Médias

### Manga
Le manga original de Hiromi Takashima est publié pour la première fois dans le second numéro du magazine Hirari de Shinshokan, le 28 août 2010. Après l'arrêt de la publication du magazine Hirari en 2014, la série est publiée dans le magazine en ligne Flash Wings de Shinshokan, jusqu'au 23 mars 2017. La série est publiée en 5 tankōbons. La série est également publiée en anglais par Seven Seas Entertainment à partir du 28 février 2017 et en en français par Taifu Comics à partir du 23 mai 2019.
Une suite intitulée Yamada to Kase-san (山田と加瀬さん。, Kase-san and Yamada, litt. Yamada et Kase-san) est prépubliée dans le magazine shōjo Wings à partir d'avril 2017.

#### Liste des volumes
| no | Japonais                                                                   | Japonais          | Japonais          | Français                      | Français          | Français          |
| no | Titre                                                                      | Date de sortie    | ISBN              | Titre                         | Date de sortie    | ISBN              |
| -- | -------------------------------------------------------------------------- | ----------------- | ----------------- | ----------------------------- | ----------------- | ----------------- |
| 1  | Kase-san and Morning Glories (あさがおと加瀬さん。, Asagao to Kase-san.)   | 28 juillet 2012   | 978-4-4036-7121-0 | Kase-san & les belles-de-jour | 23 mai 2019       | 978-2-3750-6144-2 |
| 2  | Kase-san and Bento (おべんとうと加瀬さん。, Obentō to Kase-san.)           | 30 juillet 2014   | 978-4-4036-7158-6 | Kase-san & le bentô           | 11 juillet 2019   | 978-2-3750-6161-9 |
| 3  | Kase-san and Shortcake (ショートケーキと加瀬さん。, Shōtokēki to Kase-san) | 30 septembre 2015 | 978-4-4036-7173-9 | Kase-san & le shortcake       | 26 août 2019      | 978-2-3750-6166-4 |
| 4  | Kase-san and an Apron (エプロンと加瀬さん。, Epuron to Kase-san.)          | 25 juillet 2017   | 978-4-4036-7176-0 | Kase-san & le tablier         | 13 avril 2020     | 978-2-3750-6196-1 |
| 5  | Kase-san and Cherry Blossoms (さくらと加瀬さん。, Sakura to Kase-san.)     | 19 mai 2018       | 978-4-4036-7178-4 | Kase-san & les cerisiers      | 26 juin 2020      | 978-2-3750-6198-5 |
| 6  | Kase-san and Yamada -1- (山田と加瀬さん。-1-, Yamada to Kase-san. 1.)      | 25 juillet 2019   | 978-4-40-367181-4 | Kase-san & Yamada -1-         | 25 septembre 2020 | 978-2-3750-6218-0 |
| 7  | Kase-san and Yamada -2- (山田と加瀬さん。-2-, Yamada to Kase-san. 2.)      | 25 novembre 2020  | 978-4-40-367182-1 | Kase-san & Yamada -2-         | 29 octobre 2021   | 978-2-37506-274-6 |

### Anime
Un clip de 5 minutes basé sur la série est annoncé le 23 mars 2017. Le clip intitulé Your Light　～Kase-san and Morning Glories～ (キミノヒカリ ~あさがおと加瀬さん。, ~ Kimi no Hikari ~Asagao to Kase-san.~) est sorti le 7 mai 2017 sur la chaîne YouTube de Pony Canyon,. Il est réalisé par Takuya Satō (en) et animé par Zexcs d'après un design des personnages de Kyuta Sakai. La musique Your Smile (君の笑顔, Kimi no Egao) est tirée de l'album Good-Bye de Hanako Oku (en),,. Un Disque Blu-ray du clip contenant des commentaires audios est délivré avec l'édition spéciale du 4e volume le 25 juillet 2017. Un nouveau projet d'anime est annoncé le 28 août 2017. Il est révélé ultérieurement comme étant un OVA par Zexcs et prévu pour l'été 2018. Satō et Sakai restent chargés de la réalisation et du design des personnages, alors que Takeshi Kuchiba compose la bande originale. L'OVA de 58 minutes est projeté au cinéma à partir du 9 juin 2018. La chanson principale est une reprise de la chanson Door Towards Tomorrow (明日への扉, Asu e no Tobira) du groupe I Wish (en), interprétée par Minami Takahashi et Ayane Sakura. La sortie de l'OVA en Amérique du Nord est prévue pour le 9 juillet 2018 à l'Anime Expo.

#### Liste des épisodes
| No | Titre français               | Titre japonais       | Titre japonais      | Date de 1re diffusion |
| No | Titre français               | Kanji                | Rōmaji              | Date de 1re diffusion |
| --- | ---------------------------- | -------------------- | ------------------- | --------------------- |
| OVA | Kase-san and Morning Glories | あさがおと加瀬さん。 | Asagao to Kase-san. | 9 juin 2018           |
| La préposée au jardinage Yui Yamada et l'athlétique Tomoka Kase ont récemment commencé à sortir ensemble. Alors que Yamada est anxieuse lorsqu'elle ne peut pas être avec Kase, celle-ci lui explique comment elle en est venue à l'admirer. Plus tard, Yamada invite Kase chez elle, où un sérieux développement dans leur relation survient presque. Lors d'un voyage scolaire à Okinawa, Yamada est embarrassée lorsqu'elle voit Kase nue. Kase interprète mal cette gêne et pense que Yamada veut rompre avec elle, mais finit par clarifier la situation le lendemain. Plus tard, alors que Kase doit aller à Tōkyo pour intégrer une université de sport, Yamada réalise qu'elle ne veut pas être séparée de Kase, et décide de changer son choix d'université pour vivre son amour avec elle à Tōkyo. |                              |                      |                     |                       |

### Dramatique CD
Trois dramatique CD sont produits et figurent les mêmes voix que dans l'OVA. Le premier est sorti avec l'édition spéciale du 5e volume du manga le 20 mai 2018. Le second est inclus avec un album de reprises le 6 juin 2018. Le troisième est distribué aux détenteurs d'un ticket spécial lors de la projection de l'OVA le 9 juin 2018.